# Norbert Lins
Pour les articles homonymes, voir Lins (homonymie).
Norbert Lins, né le 22 décembre 1977 à Ravensbourg, est un homme politique allemand. Membre de l'Union chrétienne-démocrate d'Allemagne (CDU), il est député européen depuis 2014.

## Biographie
Norbert Lins obtient son Abitur en 1997 à Ravensbourg. Par la suite, il sert dans la Bundeswehr à Sigmaringen. De 1998 à 2002, il étudie au sein de la Fachhochschule de Kehl.
En 2014, il est élu député européen. Réélu en 2019, il est président de la Commission de l'agriculture et du développement rural pendant toute la 9e législature du Parlement européen de 2019 à 2024. Réélu député en 2024, il devient vice-président de la même commission.